# Sunday School Musical
Sunday School Musical – kanadyjsko-amerykański film familijny z 2008 roku w reżyserii Rachel Lee Goldenberg. 

## Opis fabuły
Opowieść o konkurujących ze sobą chórach biorących udział w stanowym konkursie. Nagroda za zwycięstwo może zapewnić dalszą działalność chórowi Hawthorne, który boryka się z finansowymi kłopotami. Nieoczekiwane okoliczności sprawiają, iż Zach – lider chóru Hawthorne zostaje uczniem szkoły chóru Crossroads. Nowa sytuacja zmusza go do podjęcia decyzji, która zaważy na losach jego i jego zespołu.

## Obsada
- Chris Chatman jako Zachary
- Candise Lakota jako Savannah
- Cecile de Rosario jako Laura
- Shane Carther Thomas jako Jake
- Dustin Fitzimons jako Charlie
- Robert Acinapura jako Miles
- Amy Ganser jako Margaret
- Krystle Conner jako Aundrea
- Cliff Tan jako Trevor

i inni